# 瀬谷博道
瀬谷 博道（せや ひろみち、1930年10月7日 - ）は、日本の実業家。旭硝子（現AGC）社長や、同社会長、日本セラミックス協会会長、日本在外企業協会会長等を務めた。

## 人物・経歴
1954年東京大学工学部応用化学科卒業、旭硝子入社。1982年化学品部長。1985年取締役化学品部長に昇格。1987年常務取締役化学品事業本部長。1988年代表取締役専務取締役。1990年代表取締役副社長。1992年代表取締役社長、電気化学協会会長。1996年日本セラミックス協会会長。1998年代表取締役会長。2001年日本在外企業協会会長。2002年三菱レイヨン経営諮問会議社外有識者。2003年日本化学会会長。平成25年度の秋の叙勲で旭日重光章受章。